# Arrêt Mazari
Pour les articles homonymes, voir Mazari.
L'arrêt Mazari est un arrêt de la Cour de Cassation française (chambre sociale) du 7 mai 1991. Elle y admet qu'un ressortissant algérien jouit du principe d'égalité en vertu de l'accord de coopération conclu entre la Communauté économique européenne et l'Algérie, lequel stipule que les travailleurs de nationalité algérienne bénéficient, dans le domaine de la sécurité sociale, d'un régime caractérisé par l'absence de toute discrimination fondée sur la nationalité par rapport aux ressortissants des États membres. Par là même, il peut bénéficier du règlement 1408/71 du Conseil des communautés. Cet arrêt affirme donc que les ressortissants algériens qui résident en France et relèvent du régime de sécurité sociale français ont droit aux prestations du Fonds national de solidarité.

## Commentaire
L'importance de l'arrêt Mazari vient du fait qu'il est le premier à affirmer clairement dans la jurisprudence française le principe de l'application sans restriction de la non-discrimination en matière de droits de sécurité sociale entre les nationaux et les étrangers ressortissant d'un État avec lesquels la Communauté économique européenne (plus tard l'Union européenne) a conclu un accord prévoyant l'égalité de traitement. « La portée de l'arrêt dépassait largement le cas d'espèce. » Le raisonnement concernant l'allocation du Fonds national de solidarité pouvait être repris pour d'autres allocations. Prononcé à propos du cas de l'Algérie, cet arrêt a été le point de départ d'une jurisprudence abondante appliquant la même solution pour d'autres États, notamment méditerranéens. Dans un premier temps, jusqu'à la loi du 11 mai 1998 concernant le droit des étrangers, les caisses de sécurité sociale ont essayé de résister, ce qui a généré un important contentieux,,.